# Домбрувка (потік)
Домбрувка (пол. Dąbrówka) — доплив в Польщі, у Дембицькому й Мелецькому повітах Підкарпатського воєводства. Лівий доплив Згурської, (басейн Балтійського моря).

## Опис
Довжина потоку приблизно 8,82  км, найкоротша відстань між витоком і гирлом — 8,12  км, коефіцієнт звивистості річки — 1,09 .

## Розташування
Бере початок у селі Подлесе (гміна Чорна). Тече переважно на північний схід через Пшерити-Бур, Домб'є і впадає у річку Згурську, праву притоку Бреня.